# Хлорид неодима(II)
Хлорид неодима(II) — бинарное неорганическое соединение,
соль металла неодима и соляной кислоты
с формулой NdCl2,
чёрные или тёмно-зеленые кристаллы.

## Получение
Спекание стехиометрических количеств хлорида неодима(III) и металлического неодима: {\displaystyle {\mathsf {2NdCl_{3}+Nd\ {\xrightarrow {800-900^{o}C}}\ 3NdCl_{2}}}}.

## Физические свойства
Хлорид неодима(II) образует чёрные или тёмно-зеленые гигроскопичные кристаллы.